# Ləzir
 (juin 2021).
Ləzir (également Lyazir) est un village du district de Yardymli en Azerbaïdjan. Le village fait partie de la municipalité de  Bərcan (en).